# Антуриум
Антуриум (Anthurium) е род растение от семейство Змиярникови (Araceae). Името идва от гръцки „anthos“ – цвят и „oura“ – опашка.

## Разпространение и описание
Среща се в тропическите и субтропични части на Америка и островите от Карибския архипелаг. В рода Антуриум (Anthurium Schott) влизат около 800 вида растения от семейство Змиярникови. По-голямата част са епифити и полуепифити, с по-къси стебла и въздушни корени, но в семейството има и дългостеблени лиани, както и тревисти растения. Листата са плътни, с разнообразни форми и размери – цели, нарязани, с дължина от няколко сантиметра до 1 метър, често красиво оцветени с преливащи оттенъци и сребристи прожилки. Цветовете на антуриума имат спати със сърцевидна форма, атрактивно оцветена в различните оттенъци на розово, червено до тъмно виолетово, при някои видове бели или зелени. Антуриумът също е наричан цвете-фламинго. Може да цъфти през цялото лято при подходящи условия. Хибридите на Антуриум „Андре“ могат да цъфтят и целогодишно. Прецъфтелите съцветия е по-добре да се отрежат за да не отслабва растението. След като прецъфти, оплодените цветове образуват сочни ягодоподобни плодове, ярко оцветени при някои видове.

## Отглеждане
Тъй като повечето видове от рода Антуриум са епифити, изискванията за отглеждането им са по-особени. Много от тях виреят чудесно в топли и влажни оранжерийни условия. Антуриумите предпочитат силно филтрираната светлина, като е задължително да се предпазват от преките слънчеви лъчи. Те обичат обилното поливане. Повърхностният слой трябва да засъхва между две поливания, но в дълбочина субстрата не трябва да пресъхва. За да имаме обилен цъфтеж през зимния период, през септември намаляваме поливането, влажността се поддържа в рамките на 80-85 %, а температурите се понижават до 16-18 °C. През януари плавно се повишават до 20-25 °C. През летния период оптималните температури са около 20-28 °C и не по-ниски от 18 °C.

### Влажност на въздуха
Висока (80-95 %). За осигуряване на подходящ микроклимат, саксията може да се държи в кашпа с влажен сфагнум мъх. Препоръчва се опръскване на листата с хладка, мека вода. Цветовете трябва да се предпазват от водните капки, тъй като развиват ботритис (сиво гниене).

### Период на покой
От септември до февруари, препоръчва се поддържане на висока влажност и температури от 15-16 °C, поливането се намалява.

### Подхранване
Антуриумите се подхранват през пролетно-летния период, веднъж на 2-3 седмици. Тъй като антуриумите са чувствителни към преторяване и натрупване на минерални соли, добре е да се използват по-ниски концентрации – половин доза от препоръчаната на етикета от производителя.

### Пресаждане
От февруари до август, когато се наблюдава нов прираст. При пресаждането трябва да се внимава с листата и корените, тъй като са много крехки. Засаждат се малко по-дълбоко, за да се вкоренят по-лесно. Субстрата съвсем леко се уплътнява, за да има достъп на въздуха до корените. За да няма температурна разлика между субстрат и въздуха в помещението, антуриума е добре да се отглежда в пластмасови саксии вместо в керамични. Необходим е добър дренаж, тъй като растението не понася преполиване. В естествена среда образува много въздушни корени. Част от тях достигат до субстрата и се вкореняват. Най-често се отглеждат в ниски съдове с диаметър 24-32 см.

### Субстрат
При отглеждане на растението в саксия се използва много рохкав субстрат, подходящ за епифити, с едри частици, въздухопропусклив, слабо кисел, с рН 5,0-6,0. Не трябва да се разлага бързо предвид обилното поливане и да е силно отцедлив. Използва се смес от торф, нарязан мъх и листовка в съотношение 2:2:1. Може също да се използва субстрат за орхидеи с добавен нарязан мъх и кокосови влакна. За младите растения се използва по-дребна фракция. Антуриумът се развива добре и като хидропонна култура.

## Размножаване

### Чрез семена
Цветовете на антуриума са двуполови – имат тичинки и плодник. Те не съзряват едновременно. Първоначално се развиват женските плодници, които секретират течност. След три четири седмици се появяват и узряват тичинките. Изкуственото оплождане е добре да се направи в сух слънчев ден с мека четчица. Тичинковия прашец внимателно се пренася от единия цвят на другия. За успешно опрашване, цветовете трябва да са с различна степен на зрялост. Опрашването се прави неколкократно за един и същи цвят. Плодовете на антуриума имат ягодовидна форма. Семената узряват след осем до десет месеца след опрашването. Те бързо губят кълняемост и затова трябва да се засеят веднага, препоръчително е в перлит. Покълват след 10-14 дни при температури 20-24 °C. Кълновете се развиват бавно. Пикират се след появяване на първите листа в лек и рохкав субстрат. Поддържа се постоянна влажност и температура. При размножаване от семена сортовите антуриуми могат да загубят част от характеристиките си.

### Вегетативно
Антуриума успешно се размножава от издънки и връхни резници. Стеблените издънки с добре оформени корени могат лесно да се отделят и засадят. Ако няма корени или са слабо развити може да се вкоренят в перлит. При вкореняването е необходимо да се поддържа висока влажност – покриват се с прозрачен съд. Така се вкореняват и връхните резници.

## Проблеми при отглеждане
При закупуване на антуриум е препоръчително да се пресади. Оранжерийния субстрат, в който се продават растенията обикновено е с особен режим на поливане и може да предизвика проблеми при отглеждането в домашни условия. Изсъхването и почерняването на крайчета на листата се дължи на излишък на калциеви соли в субстрата. Листата се нагърчват от сухия въздух, но също така и при недостатъчно осветление или преки слънчеви лъчи.

## Вредители
Акари, листни въшки, щитоносни въшки. Като цяло, антуриумите не са много нападани от вредители, но при отглеждане в оранжерийни условия щитоносната въшка се размножава бързо и нанася сериозни поражения.

## Болести
Антракноза и гниене. Особено опасни са загниванията на корените и стеблата. Наблюдават се при преполиване и ниски температури. При антракнозата листата започват да изсъхват по краищата, впоследствие заболяването обхваща цялата площ на листото, растението се изтощава и загива. Препоръчителна е редовната профилактика със системни фунгициди.

## Внимание
Антуриума, както и всички змиярникови, са отровни, особено младите листа. Могат да предизвикат повръщане, стомашно-чревни разстройства и кожни обриви.